# Сляднева, Наталья Андриановна
Наталья Андриановна Сляднева (13 февраля 1950, Ярославль, РФ - 17.12.2023) — советский и российский библиографовед и преподаватель, доктор педагогических наук, профессор МГУКИ.

## Биография
Родилась 13 февраля 1950 года в Ярославле. В 1968 году поступила на библиотечный факультет МГИКа, который она окончила в 1973 году, в том же году поступила на аспирантуру там же, которую она окончила в 1976 году. В 1977 году администрация МГИКа пригласила дипломированную специалистку к себе и та начала свою преподавательскую деятельность, впоследствии она занимала должность декана библиотечного факультета, в постсоветские годы занимала должность декана факультета менеджмента и социально-информационных технологий.

## Научные работы
Основные научные работы посвящены общему и отраслевому библиографоведению, библиографической эвристике, информационному образованию, информатизации, информационной культуре и информационно-аналитической деятельности. Автор свыше 100 научных работ.